# Operation London Bridge is Down

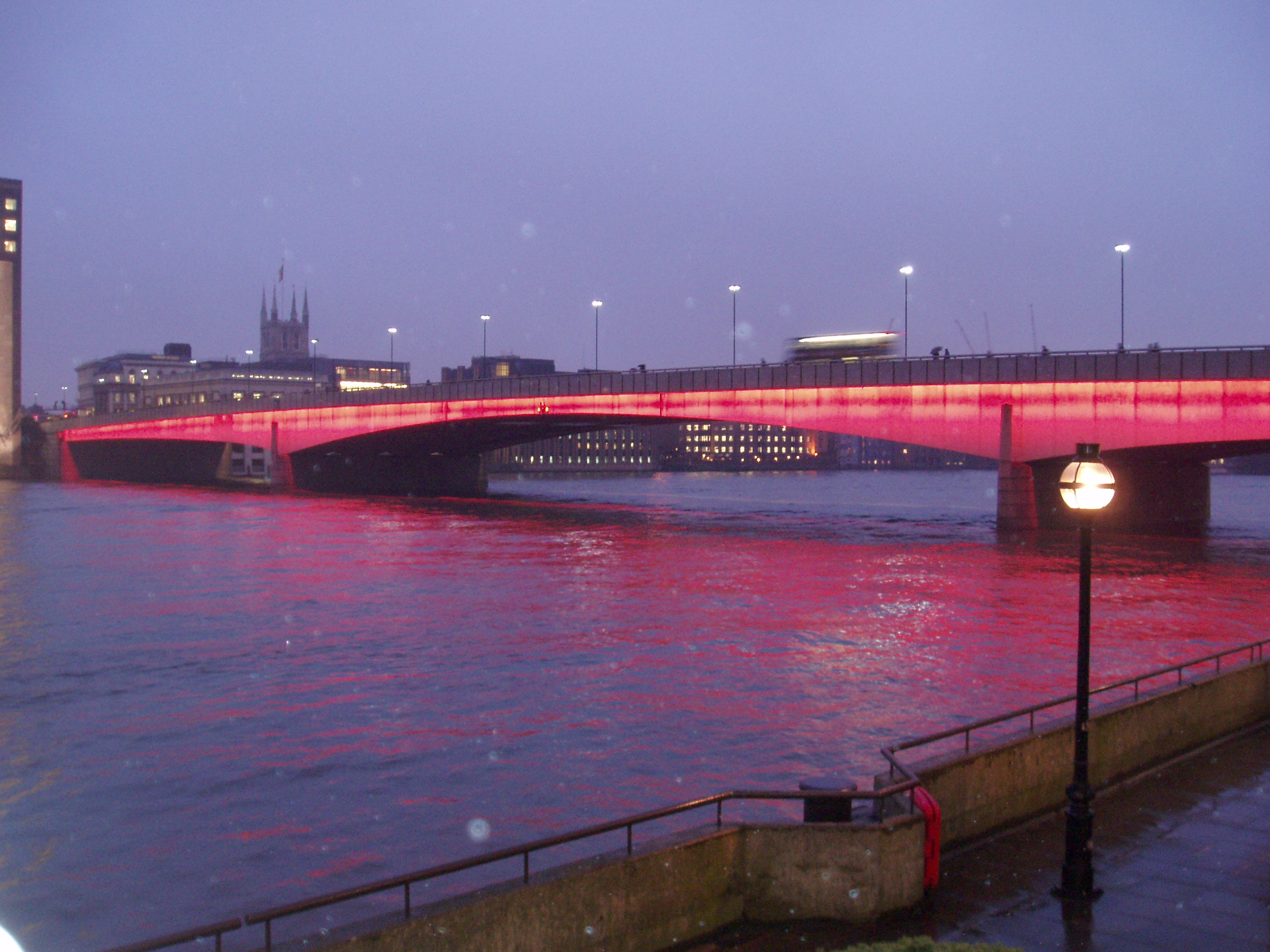
London Bridge

Operation London Bridge is Down var planen för vad som skulle hända i Storbritannien efter att den regerande drottningen Elizabeth II avlidit. Planen innebar tillkännagivandet av hennes död, liksom för den officiella sorgeperioden (tio dagars landssorg).
År 2017 blev frasen "London Bridge is down" offentlig, och allmänheten fick veta att planen skulle användas för att kommunicera drottningens död till Storbritanniens premiärminister och andra viktiga personer.
Operationen inleddes den 8 september 2022 efter att drottning Elizabeth II avlidit i Balmoral Castle i Skottland. Hon efterträddes av sin äldste son Charles, prins av Wales numera Charles III. Den 19 september begravdes Elizabeth II i King George VI Memorial Chapel.